# با ما باش (فیلم ۱۹۹۳)
با ما باش (انگلیسی: Stay Tuned) یک فیلم سینمایی آمریکایی محصول سال ۱۹۹۲ در ژاانر خیال‌پردازی تاریک ماجراجویی و کمدی به کارگردانی پیتر هیامز.

## بازیگران
- جان ریتر
- پم دابر
- جفری جونز
- دیوید تام
- هیتر مک‌کامب
- باب دیشی
- یوجین لوی
- اریک کینگ
- دان کالفا
- سوزان بلوممارت
- دن پاردو
- لو آلبانو[۳]